# Kanton Lezay
Kanton Lezay (fr. Canton de Lezay) je francouzský kanton v departementu Deux-Sèvres v regionu Poitou-Charentes. Skládá se z 10 obcí.

## Obce kantonu
- Chenay
- Chey
- Lezay
- Messé
- Rom
- Saint-Coutant
- Sainte-Soline
- Sepvret
- Vançais
- Vanzay